# 法喜寺 (多治見市)
法喜寺（ほうきじ）は、岐阜県多治見市喜多町にある曹洞宗の寺院。山号は香積山。

## 歴史
曹洞宗の寺院としては東濃では一番古く、寺伝によれば、貞治2年/正平18年(1363年)、前伊豆太守の源正宗が大檀越となって、法喜寺殿梅室明香比丘尼に帰依して建立されたと伝わる。
土岐市妻木町にある崇禅寺山門の棟札に以下の古鐘銘が記されている。
「日本国 東山道 濃州 可児郡 池田厨内 香積山 法喜禅寺 大工 藤原友宗 大檀越 豆州沙彌 源淨宗 当代住持 比丘尼明香 貞治二年癸卯良月十九日」
源淨宗は、寺伝の源正宗と一時違いで同一人物と見られ、土岐氏一族で伊豆守に任じられた肥田四郎が入道して淨宗と号したとの考察もある。
しかし中世における寺歴は全く不詳で、江戸時代の初期に可児郡土田村の報恩寺住持の傑州宗英を勧請開山し、再興したとされている。
天和2年(1682年)と寛政5年(1793年)に、梵鐘を鋳造したが、天和2年の住持は宗鑑であった。
境内には不完全ながら五輪塔や、寺の創建にかかわる人物と見られる墓石が多くあり、仏殿の南側には歴代住持の無縫塔が並んでいる。